# Parti autonomiste breton
Le Parti autonomiste breton (abrégé en PAB et en breton : Strollad Emrenerien Vreiz, abrégé en SEV) est un parti politique breton qui a existé de 1927 à 1931.

## Origine
Créé au premier congrès de Breiz Atao en septembre 1927 à Rosporden. C'est la suite du Groupe régionaliste breton (en breton : Unvaniez Yaouankiz Vreiz, abrégé en UYV). On retrouve dans le comité directeur du parti : Olier Mordrel, Morvan Marchal, Maurice Duhamel. Le parti autonomiste breton est initialement dirigé par François Debauvais et son secrétaire général est Yann Bricler. Son programme affirme notamment : « Le parti autonomiste breton réclame pour la Bretagne un gouvernement particulier doué de toute la souveraineté compatible avec le maintien de la Bretagne dans l'État français ou, dans l'éventualité d'une Fédération européenne, avec la discipline fédérale. »
Une carte postale de propagande du Parti autonomiste breton, dessinée en 1928 par Olier Mordrel est consultable dans la revue Les Documents politiques, diplomatiques et financiers de septembre 1928.
À Quimper, à la suite du congrès, les représentants de la Bretagne, de l'Alsace-Lorraine et de la Corse signent la charte de fondation du Comité central des minorités nationales de France. Les invités sont les autonomistes alsaciens Paul Schall et Hermann Bickler, l'autonomiste corse Petru Rocca, le flamand Franz Wielders, et plus discrètement Hans-Otto Wagner, qui assure les relations entre le mouvement breton et l'Abwehr.

## Fédéralisme de gauche
Maurice Duhamel est alors chargé dans ce parti de suivre la politique française, en particulier des relations avec la gauche française et devient rédacteur en chef de Breiz Atao. Étant plus mûr et plus expérimenté politiquement, il donne au PAB une orientation de gauche et fédéraliste et à cette époque une alliance se noue avec le Parti communiste de Marcel Cachin qui jusqu’en 1932 soutient les luttes des minorités nationales françaises.

## Congrès de Châteaulin (1928)

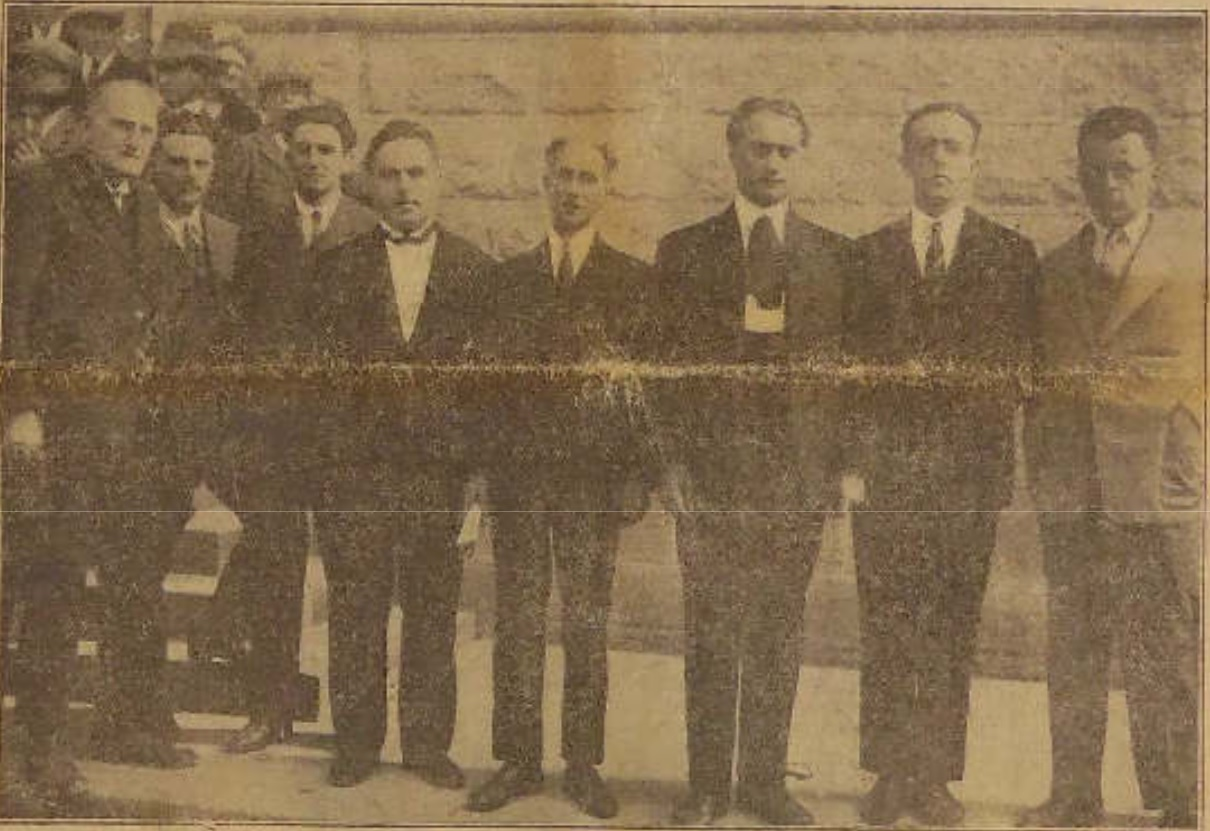
Le congrès de Châteaulin regroupe des représentants d'autres partis autonomistes français.

Le 18 août 1928, c'est le 2e congrès du parti, à Châteaulin, où une déclaration est élaborée, qui proclame entre autres : la Bretagne possède toutes « les caractéristiques d'une nationalité répondant aux définitions modernes », et, pour le peuple breton « le droit à disposer de lui-même ». Le congrès du PAB en 1928 est clos par L'Internationale. Maurice Duhamel fait voter à cette époque un texte où il était précisé « Ce parti nouvellement créé tient congrès le 18 août 1928 à Châteaulin : « Nous ne sommes pas séparatistes (...). Nous ne sommes pas rétrogrades (...). Nous ne sommes pas anti-français (...). Nous revendiquons une autonomie administrative et politique dont les modalités et les limites seront fixées par un traité librement débattu et dont l'organisation représentative sera un parlement breton » proclame-t-il alors. 
Philippe Lamour, non-breton d'origine rejoint ce parti.

## Congrès de Douarnenez (1929)
En 1929, c'est le 2e congrès à Douarnenez.
La même année, Maurice Duhamel écrit le livre-manifeste du PAB, « la question bretonne dans son cadre européen ». 

## Tentatives électorales
Aux élections législatives partielles du 6 avril 1930, Goulven Mazéas est candidat aux élections pour le Parti Autonomiste Breton' dans la seconde circonscription de Guingamp. Mais il n'obtint que 376 voix.
Le candidat Arot à Rennes reçoit 81 voix sur 16 084. Debauvais propose la création d'un grand hebdomadaire intitulé Le Peuple Breton, qui ne se fera pas pour financement insuffisant.
Le PAB ne parvient pas à s'implanter électoralement. De plus les deux campagnes électorales qu'il a mené dans deux circonscriptions ont ruiné ses finances. En outre, il est durement concurrencé par le mouvement Adsao, qui lui connait un succès certain.

## Fin
Les deux échecs électoraux, la crise financière cristallisent les querelles internes. Une dernière tentative de conciliation a lieu lors du congrès de Guingamp le 11 avril 1931. C'est un échec, le parti explose sous les divergences et disparaît de fait. Il éclate entre les fédéralistes internationalistes d'une part et les nationalistes d'autre part. Au même congrès, il est décidé l'abandon du journal Breiz Atao.
Les fédéralistes (Morvan Marchal, Yann-Morvan Gefflot, Goulven Mazéas, René-Yves Creston, Le Men, Abeozen, Ronan Klec'h, Maurice Duhamel...) vont créer la ligue fédéraliste de Bretagne dont le nouveau journal est La Bretagne Fédérale. Ils publient également le journal War Sao, journal des nationalistes du Trégor, Goëlo, Haute-Cornouaille, qui réclame un retour au nationalisme sans exclure le séparatisme. 
De leur côté, les nationalistes (François Debauvais, Olier Mordrel, Célestin Lainé, Yann Bricler, les frères Delaporte, etc.) créent le Parti national breton, deuxième du nom, au congrès de Landerneau le 27 décembre 1931.

## Publications
- Histoire de Bretagne de Jeanne Coroller-Danio, illustré par René-Yves Creston. Parti autonomiste breton - Rennes. Imprimerie Riou-Reuzé